# Terc-butyllithium
Terc-butyllithium (LiC4H9) je organokovová sloučenina lithia využívaná při organické syntéze, většinou coby velice silná báze. V čisté podobě se jedná o bezbarvou krystalickou látku, v chemické syntéze se ovšem používá jeho roztok ve vhodném organickém rozpouštědle. Roztoky jsou velice nebezpečné svou pyroforicitou (samovznětlivostí). Látka je silně žíravá a nestálá. Jeho roztok se uchovává se v dusíkové nebo argonové atmosféře v temných nádobách s membránou pro vpich jehly. Vzhledem k jeho nestabilitě a schopnosti samovznícení za pokojové teploty s ním lze pracovat jen v inertní atmosféře za dodržení přísných a specifických podmínek pro práci s pyroforickými látkami. I samotné reakce s ním jsou často vedeny za použití specializovaných rozpouštědel mnohdy za velmi nízkých teplot. Činidlo je coby stabilizovaný terciární karbaniont schopno deprotonovat většinu kyselých vodíků napříč organickou syntézou.